# Chinatown (New York)
New Yorks Chinatown (beliggende på Manhattan) er en etnisk enklave med et stort antal kinesiske immigranter.
I 1980'erne havde den overhalet San Franciscos Chinatown og var blevet den største enklave af kinesiske immigranter på den vestlige halvkugle, men inden for de seneste år er den selv blevet overhalet af en mindre kendt men større enklave i det nærliggende Flushing.
40°42′53″N 73°59′50″V / 40.714722222222°N 73.997222222222°V